# 334年
| 千纪： | 1千纪                                                                                           |
| 世纪： | 3世纪 \| 4世纪 \| 5世纪                                                                         |
| 年代： | 300年代 \| 310年代 \| 320年代 \| 330年代 \| 340年代 \| 350年代 \| 360年代                       |
| 年份： | 329年 \| 330年 \| 331年 \| 332年 \| 333年 \| 334年 \| 335年 \| 336年 \| 337年 \| 338年 \| 339年 |
| 纪年： | 甲午年（马年）；成汉玉衡二十四年；东晋咸和九年；前凉建兴二十二年；后赵延熙元年                  |

## 大事记
- 六月二十五日，成漢開國皇帝李雄去世，李雄之兄李盪之子李班繼位。
- 十月，李班夜晚哭靈之時被李雄之子李越所弒，群臣立李雄的兒子李期繼位。
- 十月，後趙皇帝石弘禪位給堂兄石虎，被廢為海陽王，335年被殺。

## 逝世
- 東晉將軍陶侃
- 李雄，氐人，十六国时期成漢開國皇帝，李特第三子。
- 李班，氐人，十六国时期成漢第二任皇帝，李特之兄李盪之子。
- 楊難敵，氐人，為4世紀仇池首領之一。